# Sam Altman
Samuel Harris Altman (Chicago, 22 aprile 1985) è un informatico, imprenditore e dirigente d'azienda statunitense, tra i co-fondatori nonché primo AD di OpenAI; in precedenza è stato presidente di Y Combinator, nonché co-fondatore di Loopt (fondata nel 2005) e Worldcoin (fondata nel 2020).

## Biografia
Nato in una famiglia ebraica, Altman è cresciuto a St. Louis, nel Missouri; sua madre è una dermatologa. Ha ricevuto il suo primo computer all'età di otto anni. Per il liceo, ha frequentato la John Burroughs School e ha studiato informatica alla Stanford University fino all'abbandono nel 2005 senza conseguire la laurea.
Nel 2005, all'età di 19 anni, Altman ha co-fondato ed è diventato CEO di Loopt, un'applicazione mobile di social networking basata sulla geolocalizzazione. Dopo aver raccolto più di 30 milioni di dollari di capitale di rischio, Loopt è stata chiusa nel 2012 dopo aver fallito. È stato poi acquisito dalla Green Dot Corporation per 43,4 milioni di dollari. 
Nel 2011 è entrato alla Y Combinator, venendo nel febbraio 2014 nominato presidente dal suo co-fondatore Paul Graham. Successivamente è stato nominato miglior investitore under 30 dalla rivista Forbes nel 2015 e come uno dei "Best Young Entrepreneurs in Technology" dalla rivista Businessweek nel 2008. Tra il 2019 e 2020 lascia la YC. Altman è stato nominato una delle 100 persone più influenti al mondo dalla rivista Time nel 2023.
Nel dicembre 2015, Altman ha co-fondato OpenAI, un'organizzazione di ricerca sull'intelligenza artificiale, insieme a personaggi di spicco come Elon Musk, Jessica Livingston e Peter Thiel. OpenAI è stata fondata con l'obiettivo di promuovere e sviluppare un'intelligenza artificiale amichevole a beneficio dell'umanità. L'organizzazione è stata inizialmente finanziata con 1 miliardo di dollari in impegni dai suoi fondatori e altri investitori, tra cui Microsoft e Amazon Web Services.
Il 17 novembre 2023 decade dalla carica di amministratore delegato di OpenAI e membro del consiglio di amministrazione, e pochi giorni dopo come riportato da Satya Nadella attraverso un tweet, Altman assieme a Greg Brockman prendono parte ad un nuovo laboratorio d'IA della Microsoft.
Il 22 novembre 2023, OpenAI ha raggiunto un accordo di principio per il ritorno di Sam Altman in OpenAI come AD, con un nuovo consiglio di amministrazione iniziale composto da Bret Taylor (presidente), Larry Summers e Adam D'Angelo, con l'appoggio di Satya Nadella che ha riconosciuto in Sam Altman e Greg Brockman un ruolo chiave per OpenAI.

## Vita privata
Dichiaratamente gay, Altman ha sposato il compagno Oliver Mulherin nel gennaio 2024.
Il 23 gennaio 2025 annuncia sul social network X la nascita di suo figlio, dopo aver già reso pubblica la notizia in una precedente intervista.